# Viana do Bolo

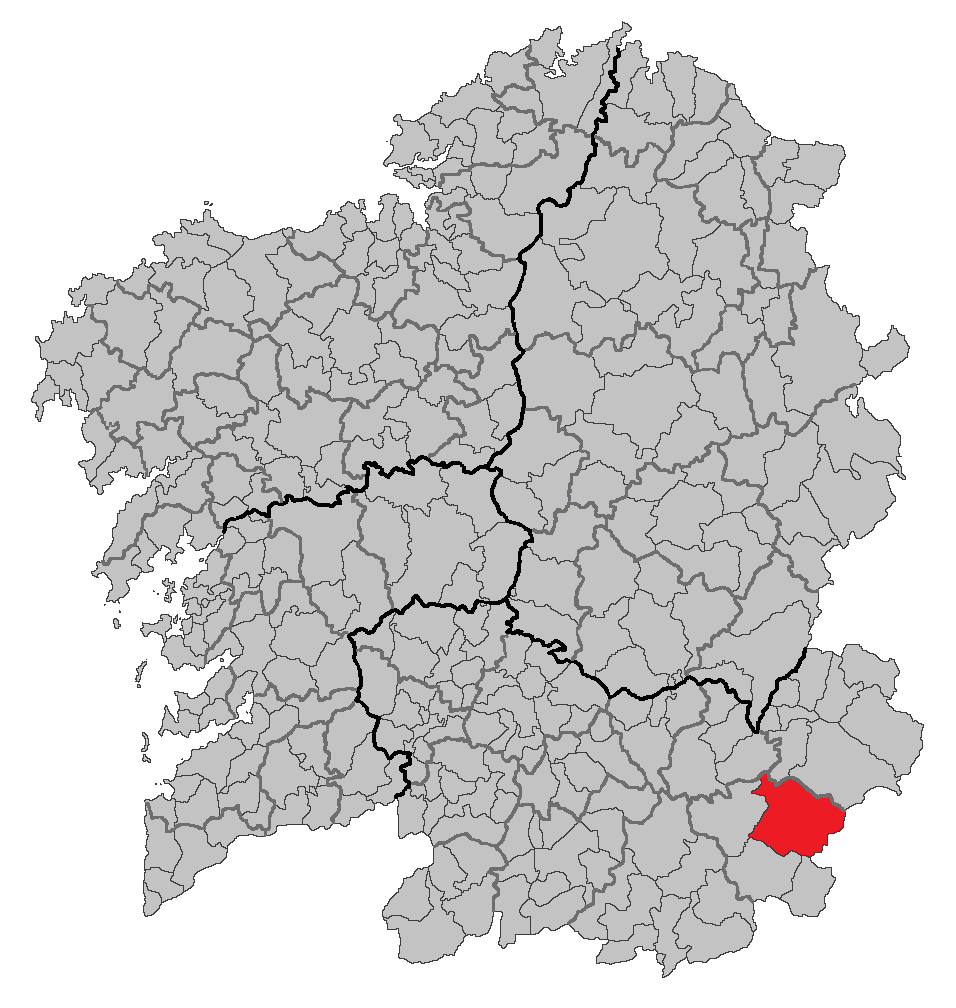
Localização de Viana do Bolo

Viana do Bolo (em castelhano; Viana del Bollo) é um município da Espanha na província
de Ourense,
comunidade autónoma da Galiza, de área 256,3 km² com população de 3442 habitantes (2007) e densidade populacional de 13,53 hab/km².

## Demografia
| Variação demográfica do município entre 1991 e 2004 | Variação demográfica do município entre 1991 e 2004 | Variação demográfica do município entre 1991 e 2004 | Variação demográfica do município entre 1991 e 2004 |
| --------------------------------------------------- | --------------------------------------------------- | --------------------------------------------------- | --------------------------------------------------- |
| 1991                                                | 1996                                                | 2001                                                | 2004                                                |
| 4672                                                | 4389                                                | 3893                                                | 3663                                                |